# Centropyge flavicauda
Centropyge flavicauda är en fiskart som beskrevs av Fraser-brunner, 1933. Centropyge flavicauda ingår i släktet Centropyge och familjen Pomacanthidae. Inga underarter finns listade i Catalogue of Life.